# Telémaco en la isla de Calipso
El poema Telémaco en la isla de Calipso (de 540 octavas reales) es probablemente la mejor obra de su autor, José Bermúdez de la Torre y Solier, hombre público y poeta cuya actividad cubre la segunda mitad del siglo XVII y la primera del XVIII, en la capital del virreinato del Perú, Lima o ciudad de los Reyes.

## Contenido literario
La acción de este poema se ubica en la isla de Ogigia, y sus protagonistas son Telémaco, Eucaris y Calipso. Telémaco y Mentor naufragan y llegan a esta isla, Calipso los recibe y se enamora de Telémaco, a cuyo padre, Ulises, ella había amado antes. Telémaco siente amor por la ninfa Eucaris y esta le corresponde. Calipso es advertida por la diosa Venus de estos amores correspondidos, a través de los celos. Mentor y la diosa Minerva convencen a Telémaco que debe volver a Ítaca, para gobernar su reino. Telémaco se va de la isla y Eucaris lo espera durante varios años hasta que una adivina le revela la verdad: Telémaco ha rescatado a Antíope del poder de Aristeo y se ha casado con ella. Eucaris, desesperada, muere.
El tratamiento del autor a la obra descansa sobre varios triángulos sentimentales, pues no hay que olvidar que se trata de una epopeya amorosa:
- En el pasado, es el que se forma con Penélope-Ulises-Calipso.
- En la actualidad del poema son dos: Telémaco-Calipso-Eucaris y Telémaco-Eucaris-Antíope.
- En un futuro que se frustra, hubiera sido Telémaco-Antíope-Aristeo.

Este poema nos recuerda a la Eneida y a los poemas homéricos, que por cierto son los modelos mayores de los poetas renacentistas. El hilo narrativo corre en función de las escenas líricas, que además de las referencias a la mitología greco-romana, están aseguradas por la aparición de elementos de la naturaleza, lo cual se sintetiza muchas veces en el verso final de la octava en cuatro o cinco palabras, que condensan así el contenido poético de la estrofa.

## Historia del manuscrito
El volumen, fechado en 1728, que contiene el texto manuscrito de este poema podría haber pertenecido a la biblioteca de José Bermúdez, se cree por el cuidado que demuestra la encuadernación en pergamino y sobre todo por los grabados que se insertan en el tomo, extraídos de una edición francesa del Télémaque de Fenelón. Además, está el hecho de que Felipe V, rey de España, fallecido en 1746 —el mismo año que José Bermúdez— sea mencionado en glosa manuscrita inserta en el volumen aludido, como monarca reinante.[cita requerida]
Cuenta Luis A. Sánchez —crítico literario peruano— que el señor Ricardo Vegas García le obsequió el manuscrito de este poema, el cual había obtenido él en 1922, en la ciudad de Ayabaca, Piura —en el norte del Perú— y que, por la descripción del mismo y sobre todo por sus grabados, es el mismo que existe actualmente en la Biblioteca Nacional del Perú.

## Posible plagio
Hay que referirse ahora a las similitudes que presenta con otro poema de la época virreinal peruana: Demofonte y Filis, atribuido por el padre Rubén Vargas Ugarte S.J. —investigador e historiador peruano— a Lorenzo de las Llamosas, autor virreinal peruano del siglo XVII.
Para este poema, el P. Vargas Ugarte señala la existencia de cuatro manuscritos, tres de ellos en bibliotecas ecuatorianas y el cuarto en poder suyo. El cuarto manuscrito debe haberse perdido, ya que no se ha encontrado entre los libros dejados por el P. Vargas Ugarte al fallecer. Uno de los tres manuscritos que hay en el Ecuador lleva la fecha de 1730, que podría ser la fecha en que se hizo la copia, y los otros dos carecen de esta indicación. El Telémaco, por su parte, consta en un manuscrito que está en la Biblioteca Nacional del Perú —bajo la signatura C 1658—, y existen innumerables noticias y referencias sobre la autenticidad tanto del texto como de su autor.
En cuanto a la evidente similitud que existe entre ambos poemas, y que no se limita a tema o planteamiento, sino a la existencia de gran número de estrofas idénticas, debemos recordar que Lorenzo de las Llamosas se aleja definitivamente del virreinato del Perú en 1691, con rumbo a España; y hasta el año de 1705, en que cesa toda referencia que tengamos de él, goza del favor palaciego en Madrid, y da a la imprenta varios libros, uno de ellos incluso con una segunda edición, con lo que queda claro que no tenía dificultad en publicar sus obras. Por ello, así como existe seguridad en la autoría de José Bermúdez de la Torre para el Telémaco, en el estado actual de las investigaciones, el Demofonte debe ser considerado como de autor anónimo.
- Datos: Q6140864